# Orlen
PKN Orlen este cea mai mare companie din Polonia și unul dintre cele mai importante concerne petroliere europene. Cu peste 24,000 de angajați, compania are vânzări de circa 20 miliarde $ și o valoare de piață de 9 miliarde $.
1. ↑  ROR Data
2. ↑   https://www.lobbyfacts.eu/datacard/orlen-sa?rid=105450620110-21 Lipsește sau este vid: |title= (ajutor)